# 山本正身
山本 正身（やまもと まさみ、1956年 - ）は、日本の教育学者。慶應義塾大学文学部教授。専門は日本教育史、近世教育思想史。

## 略歴
三重県出身。1980年早稲田大学教育学部教育学科卒業。1982年早稲田大学大学院文学研究科修士課程修了。1987年慶應義塾大学大学院社会学研究科教育学専攻博士課程単位取得退学。2009年慶應義塾大学より博士（教育学）の学位を取得。
1986年松阪女子短期大学専任講師、1989年同助教授。1994年慶應義塾大学文学部助教授、2001年同教授。2004年中国・首都師範大学客員教授、2008年から2014年の間、慶應義塾女子高等学校校長を兼任。

## 著書
- 『仁斎学の教育思想史的研究』（慶應義塾大学出版会、2010年）
- 『アジアにおける「知の伝達」の伝統と系譜』（単編、慶應義塾大学言語文化研究所、2012年）
- 『日本教育史』（慶應義塾大学出版会、2014年）
- 『伊藤仁斎の思想世界』（慶應義塾大学出版会、2015年）